# Riera de Rajadell
La Riera de Rajadell, al Bages, és un afluent per la banda dreta del riu Cardener. Neix a l'altiplà de Calaf per la unió de diversos torrents des de les poblacions de la Llavinera fins al castell de Boixadors. Passa encaixat entre els termes d'Aguilar de Segarra i Rajadell i arriba al Cardener ja en el terme de Manresa, al paratge anomenat albereda de Can Poc Oli. La seva llargada és d'uns 30 km i s'orienta d'oest a est. Compta amb nombroses fonts i alguns boscos de ribera amb refugis per la fauna silvestre, especialment aus. Un dels seus principals afluents és la riera de Maçana.
El gorg Blau a l'extrem oest del terme municipal de Manresa, és un punt d'accés còmode a l'aigua. El gorg es forma pel salt de la riera sobre una capa de conglomerats d'origen continental, més resistents que la resta de materials de la Formació d'Artés.